# تحصیل نیشتر
تحصیل نیشتر (به انگلیسی: Nishtar Town) یک تحصیل در پاکستان است که در منطقه پنجاب واقع شده‌است.